# Danzig (Album)
Danzig ist das Debütalbum der US-amerikanischen Heavy-Metal-Band Danzig. Das von Rick Rubin produzierte Album gilt heute als Metal-Klassiker.

## Entstehung und Stil
Zur Zeit der Entstehung wurde das Album der neuen Band des Samhain- und Misfits-Sängers Glenn Danzig mit Spannung erwartet. Der Stil ähnelte dem seiner vorherigen Bands, war aber nun mit bluesigem, härteren Rock gemischt, der von den etwas Doom-beeinflussten Riffs von Gitarrist John Christ bestimmt wird. Danzigs Gesang ist von Elvis Presley und Jim Morrison geprägt. Mit Mother enthält das Album den größten Hit Danzigs, der 1993/94 in einer Live-Version zum Charterfolg wurde.
Die Stücke Twist of Cain und Possession waren von Danzig ursprünglich für seine frühere Band Samhain geschrieben worden. James Hetfield von Metallica sang den Hintergrundgesang bei eben jenen Stücken, konnte aber aus vertraglichen Gründen nicht im Booklet genannt werden.

## Rezeption
Die Platte erreichte in den Billboard 200 Platz 125. 1994 wurde sie in den USA mit Gold zertifiziert. Das Magazin Rock Hard setzte das Album 2007 auf den 214. Platz der von der Redaktion ausgewählten Bestenliste. Marcus Schleutermann sprach von einem „legendären Debüt“. Neben Mother begeistere vor allem Twist of Cain und das „großartig gesungene“ Soul on Fire. In der damaligen Ausgabe des Magazins vergab Thomas Kupfer allerdings lediglich 7,5 von zehn Punkten. Er beschrieb die „ungewöhnliche“ Musik als „dreckigen, streetorientierten Rock'n'Roll, der eine mehr als düstere Endzeitstimmung heraufbeschwört und einen hohen Wiedererkennungswert besitzt.“

## Titelliste
1. Twist of Cain – 4:17
2. Not of This World – 3:42
3. She Rides – 5:10
4. Soul on Fire – 4:36
5. Am I Demon – 4:57
6. Mother – 3:24
7. Possession – 3:56
8. End of Time – 4:02
9. The Hunter – 3:31
10. Evil Thing – 3:16

Alle Stücke wurden von Glenn Danzig geschrieben, außer The Hunter von Booker T. & the M.G.’s und Carl Wells.